# Лернапар (село)
Лернапа́р (арм. Լեռնապար) — село в Арагацотнской области Армении. Расстояние до Аштарака (центра марза) 57 км. Расположено на южном склоне горы Менаксар Памбакского хребта, на высоте 2100 м над уровнем моря. Климат умеренный. Основное занятие населения землепашство и разведение крупного и среднего рогатого скота.
В деревне находится церковь 1866 года постройки ныне почти разрушенная. В деревне есть также маленькая новопостроенная часовня.
Нынешнее название деревня получила в 1978 году. До этого называлась Ай Памб, Памб Армянский
Глава общины — Манвел Арутюнян

## Население
| Год  | Численность | Численность |
| ---- | ----------- | ----------- |
| 1831 | 323         | [ 2 ]       |
| 1897 | 577         | [ 2 ]       |
| 1926 | 834         | [ 2 ]       |
| 1939 | 1092        | [ 2 ]       |
| 1959 | 644         | [ 2 ]       |
| 1970 | 668         | [ 2 ]       |
| 1979 | 485         | [ 2 ]       |
| 2001 | 534         | [ 2 ]       |
| 2004 | 553         | [ 2 ]       |
| 2011 | 536         | [ 3 ]       |

## Виды и достопримечательности деревни
- Фрагмент интерьера церкви
- Часовня в Лернапаре
- Памятник воинам павшим в ВОВ
- Деревня Лернапар, на заднем плане гора Цахкасар (Гялинкая)
- Озеро Мирои